# قوس هنله
قوس هنله (به انگلیسی: Loop of Henle) (به لاتین: ansa nephroni)، بخشی از نفرونی است که از لوله پیچیده نزدیک به لوله پیچیده دور می‌رودو از دو بخش هنله پایین رو و بالا رو تشکیل میشود
بخش نازک قوس هنله پایین رو طولانی تر از بالا رو است و تبادل در نزدیک آن صورت می‌گیرد.
این لوله را به اسم کالبدشناس آلمانی، فریدریش گوستاو یاکوب هنله، نامگذاری شده‌است. کارکرد اصلی قوس هنله، ایجاد شیب غلظتی در مغز کلیه می‌باشد.
قوس هنله، با استفاده از سامانه افزاینده ضد جریانی، که از پمپ‌های الکترولیتی استفاده می‌کند، ناحیه‌ای با غلظت بالای اوره در عمق مغز کلیه، نزدیک مجرای پاپیلاری دستگاه جمع‌کننده مجرایی، را ایجاد می‌کند. آبی که در تصفیه جریان مجرای پاپیلاری وجود دارد، از طریق کانال‌های آکواپورین به بیرون هدایت شده، و با حرکت غیرفعالانه به سمت پایین شیب غلظت حرکت می‌کند. این فرایند آب را بازجذب کرده و ادرار غلیظی را جهت ترشح، تولید می‌کند.

## اجزا

### بخش پایین‌رونده لوله هنله
این قسمت دارای یاخته‌های نازک و میتوکندری اندک و با لبه سلولی فاقد حاشیه برس مانند است و انتقال فعال انجام نمی‌گیرد و انتقال به صورت انتشار صورت می‌گیرد.

### قسمت بالارونده وضخیم لوله هنله
این قسمت دارای میتوکندری زیاد و لبه برس مانند است در قسمت دهانه یاخته پوششی این قسمت پمپی وجود دارد که به‌طور فعال و همزمان یک یون سدیم و یک یون پتاسیم و دو یون کلر را از مجرا به درون یاخته منتقل می‌کند.

## کارکرد
بخش پایین رونده لوله هنله تراوایی نسبتاً زیادی نسبت به آب و تراوایی متوسطی نسبت به NaCl و اوره دارد. در غشای یاخته‌های پوششی بخش بالا رونده لوله هنله پمپی وجود دارد که به طریق هم انتقالی یک یون سدیم و یک یون پتاسیم و دو یون کلر را از مجرای نفرون به درون یاخته منتقل می‌کند.

## نگارخانه

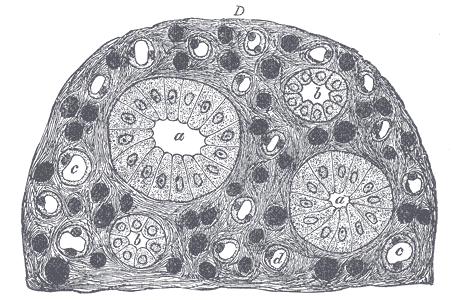

## برای مطالعهٔ بیشتر
- Douglas C. Eaton; John Pooler (2004). Vander's Renal Physiology (6th ed.). McGraw-Hill Medical. ISBN 0-07-135728-9.
- Lote, Christopher J. (2000). "The loop of Henle, distal tubing and collecting duct". Principles of Renal Physiology. Springer. p. 70. ISBN 978-0-7923-6178-7.